# Peal de Becerro
Peal de Becerro es una localidad y municipio español situado en la parte central de la comarca de Sierra de Cazorla, en la provincia de Jaén, comunidad de Andalucía. Limita con los municipios jienenses de Úbeda, Cazorla, Quesada y Pozo Alcón; y con los municipios granadinos de Castril y Cortes de Baza. Por su término discurren los ríos Guadalquivir, Guadiana Menor, Guadalentín —incluido el embalse de La Bolera— y Toya.
El municipio pealeño tiene una población de 5276 habitantes (INE 2024) y cuenta con los núcleos de población de Peal de Becerro —capital municipal— Hornos, Toya y Sierra de El Almicerán, este último integrado dentro del parque natural de la Sierra de Cazorla, Segura y Las Villas, a 55 km de la cabeza municipal.
Se han hallado restos paleolíticos en las cercanías de la pedanía de Toya y en la confluencia del Guadiana Menor y el Guadalquivir, así como numerosos vestigios de época íbera, también en Toya, entre los que destaca una cámara funeraria íbera declarada Monumento Histórico Nacional en 1918. En su interior se encontró la "Bicha de Toya", que es una escultura íbera que se encuentra actualmente en el Museo Arqueológico Nacional de Madrid. Históricamente, hay noticias de su existencia desde el siglo XIII, aunque el término no llegó a independizarse del de Cazorla hasta 1857.
Por otro lado, el pueblo también posee dos torres: la Mocha y la del Reloj; restos de un antiguo castillo medieval como monumento principal, y están situadas al lado de la iglesia del pueblo.

## Toponimia
Se trató de una aldea completamente dependiente de Toya hasta la Reconquista, de cuyo nombre no se tiene constancia hasta el siglo XIII: En un documento con fecha 18 de febrero de 1257, se menciona su entrega a la villa de Quesada, dentro del Adelantamiento de Cazorla.
Muchas historias populares relacionan su nombre con una "piel de becerro": Así, se cuenta que el pueblo se asienta sobre un terreno con forma de piel de becerro extendida. También puede tratarse de una asociación de su nombre con un tipo de calzado hecho en la zona: Los "peales de becerro". Igualmente se dice que su nombre deriva de que cuando la reina Isabel la Católica visitó el lugar, los aldeanos, a su paso, extendían pieles de becerro.
Quienes viven en Peal de Becerro son conocidos como "pealeños/as" o "tugienses".

## Geografía
El municipio de Peal de Becerro pertenece a la provincia de Jaén, ubicado en su zona este, más concretamente en la comarca de la Sierra de Cazorla, con cuya cabecera comarcal, Cazorla, limita. Se encuentra a 88 km de la capital de provincia, Jaén. En su territorio predominan terrenos de campiña olivarera y de manera más secundaria, al este de la comarca, una zona montañosa, incluida en el parque natural de las Sierras de Cazorla, Segura y Las Villas. Las tierras de cultivo se reparten entre cultivos herbáceos (trigo y cebada) y olivar en extensiones parecidas. En las tierras de monte predominan las especies arbóreas forestales. El exclave del Almicerán forma parte de la frontera de la provincia con la de Granada.
| Noroeste: Úbeda          | Norte: Cazorla            | Noreste: Cazorla                          |
| Oeste: Úbeda             |                           | Este: Castril y Cortes de Baza (GR)       |
| Suroeste Quesada y Úbeda | Sur: Pozo Alcón y Quesada | Sureste: Cortes de Baza (GR) y Pozo Alcón |

## Historia
Los primeros indicios de humanidad en el término datan del Paleolítico, ubicados en la zona de Toya.
A finales de 1361, durante el reinado de Pedro I de Castilla, el municipio de Peal de Becerro fue incendiado por las tropas musulmanas del reino nazarí de Granada, las cuales se apoderaron de gran cantidad de cautivos, ganado y botín. El día 21 de diciembre de 1361 tuvo lugar en el término municipal de Huesa la batalla de Linuesa, en la que las tropas del reino de Castilla y León derrotaron a las tropas musulmanas que habían incendiado Peal de Becerro. Al mando de las tropas castellano-leonesas se encontraban los caballeros Diego García de Padilla, Maestre de la Orden de Calatrava, Enrique Enríquez "el Mozo", Adelantado mayor de la frontera de Andalucía, y Men Rodríguez de Biedma, Caudillo mayor del obispado de Jaén.

## Demografía
Cuenta con una población de 5276 habitantes (INE 2024).
| Gráfica de evolución demográfica de Peal de Becerro entre 1857 y 2021 |
| |
| Población de derecho según los censos de población del INE. Población de hecho según los censos de población del INE.En 1857 aparece este municipio porque se segrega del municipio Cazorla. |

## Administración y política

### Elecciones municipales
| Elecciones municipales desde 1979                                                                        |      |      |      |      |      |      |      |      |      |      |      |      |
| | 1979 | 1983 | 1987 | 1991 | 1995 | 1999 | 2003 | 2007 | 2011 | 2015 | 2019 | 2023 |
| PSOE | 4    | 9    | 7    | 6    | 6    | 9    | 10   | 9    | 7    | 8    | 7*   | 9    |
| AP/PP | -    | 4    | 1    | 1    | 4    | 3    | 3    | 4    | 5    | 1    | 6*   | 4    |
| PCE/IU                                                                                                   | 3    | 0    | 2    | 2    | 1    | -    | 0    | -    | -    | -    | -    | -    |
| AIP/FADI/UxP                                                                                             | -    | -    | -    | 3    | 2    | 1    | -    | -    | -    | 4    | -    | -    |
| UCD/CDS                                                                                                  | 6    | -    | 3    | 1    | -    | -    | -    | -    | -    | -    | -    | -    |
| UPyD | -    | -    | -    | -    | -    | -    | -    | -    | 1    | -    | -    | -    |
| Total |      |      |      |      |      |      |      |      |      |      |      |      |
| En negrilla el partido más votado. - Empataron a votos y se decidió por moneda al aire saliendo el PSOE. |      |      |      |      |      |      |      |      |      |      |      |      |
| Fuente: Datos de las elecciones desde 1979                                                               |      |      |      |      |      |      |      |      |      |      |      |      |

### Alcaldía
| Periodo   | Nombre                                                | Partido |
| --------- | ----------------------------------------------------- | ------- |
| 1979-1983 | Cristóbal Martín Roncero                              | PSOE    |
| 1983-1987 | Cristóbal Martín Roncero 1984: Matías Díaz Muñoz      | PSOE    |
| 1987-1991 | Matías Díaz Muñoz                                     | PSOE    |
| 1991-1995 | José Castro Zafra                                     | PSOE    |
| 1995-1999 | José Castro Zafra                                     | PSOE    |
| 1999-2003 | José Castro Zafra 2000: Diego Plaza Martínez          | PSOE    |
| 2003-2007 | Diego Plaza Martínez 2005: María Juana Pérez Oller    | PSOE    |
| 2007-2011 | María Juana Pérez Oller                               | PSOE    |
| 2011-2015 | María Juana Pérez Oller 2013: Ana Dolores Rubia Soria | PSOE    |
| 2015-2019 | Ana Dolores Rubia Soria                               | PSOE    |
| 2019-2023 | David Rodríguez Martín                                | PSOE    |
| 2023-act. | David Rodríguez Martín                                | PSOE    |

## Economía
La población se dedica, como actividades fundamentales, a la agricultura del olivo (tradicionalmente era un pueblo cerealista), diversos talleres de mecánica de automoción y a la industria de carpintería metálica, así como otras actividades en el polígono industrial de la localidad (Polígono los Propios).
El desempleo se ha convertido en un rasgo estructural, que arranca del exceso de población activa vinculada al sector primario incluida la incorporación de la mujer al mundo laboral, puesto de manifiesto con la mecanización de las tareas agrícolas en los años sesenta y setenta del siglo XX, desempleo mitigado, en las citadas décadas, por las emigraciones (principalmente al levante español) y posteriormente por la recepción de fondos de ayuda y subvenciones.
Tradicionalmente el predominio de los cultivos de secano, dada la escasa disponibilidad hídrica de la comarca, han sido sustituidos, en parte, por pequeñas explotaciones con modernos sistemas de riego por goteo.
El olivar representa casi toda la producción agrícola del término municipal y proporciona casi la totalidad del empleo agrario, aunque las fuertes oscilaciones que experimenta la producción, unidas a las dificultades de la mecanización de las labores, hacen que la mayor parte de la mano de obra sea eventual y poco cualificada.[cita requerida]
El olivar cumple también un papel fundamental en la conservación del suelo, pues una parte importante de la superficie a él dedicada se compone de tierras marginales no aptas para otro tipo de cultivo. En estos casos constituye el único sistema agrícola alternativo para evitar la erosión. Estas funciones sociales y medioambientales, junto a su relevancia económica, convierten a la comarca en una zona muy sensible a las decisiones reguladoras de la UE.
El subsector de la construcción desempeña un papel importante en la economía local por su capacidad de generar empleo directo e indirecto, impulsando, además, el desarrollo de empresas suministradoras. Tanto por lo que respecta a las obras de infraestructura como a la edificación de viviendas, el pueblo se ha visto transformado urbanísticamente en los últimos años.

### Evolución de la deuda viva municipal
El concepto de deuda viva contempla sólo las deudas con cajas y bancos relativas a créditos financieros, valores de renta fija y préstamos o créditos transferidos a terceros, excluyéndose, por tanto, la deuda comercial.
| Gráfica de evolución de la deuda viva del Ayuntamiento de Peal de Becerro entre 2008 y 2023                |
| |
| Deuda viva del Ayuntamiento de Peal de Becerro, en miles de euros, según datos del Ministerio de Hacienda. |

## Cultura

### Fiestas locales
Como en gran parte de los pueblos españoles, la tradición católica se hace presente en muchas fiestas. De entre las más comunes, la Semana Santa y las fiestas de Navidad.
Sin embargo, Peal también cuenta con fiestas locales, normalmente relacionadas con los santos típicos del lugar:
- En honor a la patrona, Nuestra Señora de la Encarnación, se celebran fiestas. Suceden dos semanas al año: La semana previa a la propia festividad, el 25 de marzo, y a mediados de verano, entre el 17 y el 21 de agosto se realizan encierro con reses bravas.
- En la pedanía de Toya, se lleva a cabo la romería a San Marcos, el último domingo de abril. En su transcurso, se traslada a la figura del santo de su ermita al río Toya, donde se le moja, como símbolo de purificación de los campos y los ganados, para que el año sea fructífero.[1]
- San Antón: Hogueras en la noche del 16 de enero.
- La Candelaria: 2 de febrero. La candelaria es una fiesta muy antigua que en latín significa luz o iluminación. La costumbre actual de Peal de Becerro es la de llevar a los niños nacidos y bautizados en el año anterior el día dos de febrero, portando los ciudadanos ofrendas que en este caso son las típicas roscas y las palomitas de pan, que se bendicen y acompañan a la Virgen de la Encarnación. Lo original es justamente que la imagen y el trono en vez de ir adornado con flores y cirios, va adornado con los roscos de la candelaria.
- Festival Iberojoven: Este festival cuenta ya con 6 ediciones, se celebra a finales de marzo-principios de abril y ya cuenta con la colaboración de artistas como Andy y Lucas, Les castizos, Los Aslandticos, Los Rebujitos, Estricnica y muchos más.

## Política municipal
| Periodo   | Nombre                                            | Partido |
| --------- | ------------------------------------------------- | ------- |
| 1979-1983 | Cristóbal Martín Roncero                          | PSOE    |
| 1983-1987 | Cristóbal Martín Roncero - Matías Díaz Muñoz      | PSOE    |
| 1987-1991 | Matías Díaz Muñoz - Antonio Martín Martín         | PSOE    |
| 1991-1995 | José Castro Zafra                                 | PSOE    |
| 1995-1999 | José Castro Zafra                                 | PSOE    |
| 1999-2003 | José Castro Zafra - Diego Plaza Martínez          | PSOE    |
| 2003-2007 | Diego Plaza Martínez                              | PSOE    |
| 2007-2011 | María Juana Pérez Oller                           | PSOE    |
| 2011-2015 | María Juana Pérez Oller - Ana Dolores Rubia Soria | PSOE    |
| 2015-2019 | Ana Dolores Rubia Soria                           | PSOE    |
| 2019-2023 | David Rodríguez                                   | PSOE    |